# Simsalöfjärden
Simsalöfjärden är en fjärd i Finland. Den ligger i landskapet Nyland, i den södra delen av landet, 20 km öster om huvudstaden Helsingfors.
Simsalöfjärden ligger mellan Granö i väster och Simsalö i öster.